# Frederick G. Fleetwood
Frederick Gleed Fleetwood, född 27 september 1868 i St. Johnsbury i Vermont, död 28 januari 1938 i Morrisville i Vermont, var en amerikansk politiker (republikan). Han var ledamot av USA:s representanthus 1923–1925.
Fleetwood efterträdde 1923 Frank L. Greene i representanthuset och efterträddes 1925 av Elbert S. Brigham.
Fleetwood är begravd på Pleasant View Cemetery i Morrisville i Vermont.